# Dario Campeotto
Dario Campeotto (* 1. Februar 1939 in Frederiksberg; † 1. April 2023 ebenda) war ein dänischer Sänger, Schauspieler und Entertainer.

## Leben und Wirken
Als Kind italienischer Eltern sang er schon in jungen Jahren.
Sein Durchbruch war der Sieg beim 1961er Dansk Melodi Grand Prix mit dem Schlager Angelique. Beim Grand Prix Eurovision de la Chanson 1961 in Cannes erreichte er damit den fünften Platz.
In den 1960er Jahren war er in einer Reihe von dänischen Musikfilmen zu sehen. Später war er noch im Theater und auf der Operettenbühne zu erleben.